# Frosterud

Frosterud är en by i Rudskoga socken i Kristinehamns kommun i Värmland. Byn är känd för att den har kvar sin ursprungliga plan som radby, med boningshusen på östra sidan landsvägen, och gårdsbyggnaderna på västra sidan landsvägen. På andra platser har ju ofta byggnaderna flyttats i samband med skiften.